# Pansey
Pansey (bis 2011: Pancey) ist eine französische Gemeinde mit 93 Einwohnern (Stand: 1. Januar 2022) im Département Haute-Marne in der Region Grand Est (vor 2016 Champagne-Ardenne). Sie gehört zum Arrondissement Saint-Dizier und zum Kanton Poissons.

## Geographie
Pansey liegt an der Saulx, etwa 29 Kilometer südöstlich des Stadtzentrums von Saint-Dizier. Umgeben wird Pansey von den Nachbargemeinden Effincourt im Norden und Nordwesten, Saudron im Nordosten, Échenay im Osten und Südosten, Aingoulaincourt im Süden sowie Montreuil-sur-Thonnance im Westen und Südwesten. Im Westen des Gemeindegebietes stehen fünf Windkraftanlagen.

## Bevölkerungsentwicklung
| Jahr                       | 1962 | 1968 | 1975 | 1982 | 1990 | 1999 | 2006 | 2012 | 2018 |
| -------------------------- | ---- | ---- | ---- | ---- | ---- | ---- | ---- | ---- | ---- |
| Einwohner                  | 105  | 93   | 112  | 117  | 96   | 67   | 73   | 87   | 101  |
| Quellen: Cassini und INSEE |      |      |      |      |      |      |      |      |      |

## Sehenswürdigkeiten
- Kirche Saint-Brice